# Рагимов, Рагим Карам оглы
Рагим Карам оглы Рагимов — советский хозяйственный, государственный и политический деятель.

## Биография
Родился в 1920 года в селе Киврак. Член ВКП(б) с 1942 года.
С 1941 года — на хозяйственной, общественной и политической работе. В 1941—2001 гг. — преподаватель, заведующий Учебной частью средней школы, директор средней школы в селе Нехрам, в РККА, инструктор Нахичеванского,
2-й секретарь Джульфинского районного областного комитета КП(б) Азербайджана, заместитель, 1-й заместитель председателя, председатель СМ Нахичеванской АССР, министр просвещения Азербайджанской ССР, начальник Отдела Государственного планового комитета Азербайджанской ССР, ректор Азербайджанского политехнического института, ректор Азербайджанского института народного хозяйства.
Избирался депутатом Верховного Совета СССР 5-го созыва.
Умер в 2009 году в Баку.